# Rezerwat przyrody Moczydło (województwo mazowieckie)
Rezerwat przyrody Moczydło – faunistyczny rezerwat przyrody utworzony na terenie gminy Stoczek, leśnictwa Stoczek, nadleśnictwa Łochów. Rezerwat znajduje się w granicach Nadbużańskiego Parku Krajobrazowego.
Celem ochrony jest zachowanie ze względów naukowych i dydaktycznych stanowisk lęgowych rzadkich i zagrożonych gatunków ptaków oraz bogatego pod względem liczby gatunków zespołu ptaków. Na terenie rezerwatu stwierdzono obecność 66 gatunków ptaków, w tym 48 gatunków lęgowych, takich jak m.in.: perkozek, potrzos zwyczajny, kurka wodna, krzyżówka, bocian czarny, brodziec samotny, czernica, cyraneczka i błotniak stawowy.